# Villas (Nueva Jersey)
Villas es un lugar designado por el censo ubicado en el condado de Cape May en el estado estadounidense de Nueva Jersey. En el año 2010 tenía una población de 9.483 habitantes y una densidad poblacional de 920,68 personas por km².

## Geografía
Villas se encuentra ubicado en las coordenadas 39°1′9″N 74°56′17″O / 39.01917, -74.93806.

## Demografía
Según la Oficina del Censo en 2000 los ingresos medios por hogar en la localidad eran de $33,563 y los ingresos medios por familia eran $38,950. Los hombres tenían unos ingresos medios de $32,996 frente a los $21,723 para las mujeres. La renta per cápita para la localidad era de $16,696. Alrededor del 10.4% de la población estaba por debajo del umbral de pobreza.